# Gebäude des Kiewer Stadtrates
Das Gebäude des Kiewer Stadtrates ist ein zwischen 1952 und 1957 im Stil des Sozialistischen Klassizismus errichtetes Gebäude in Kiew, der Hauptstadt der Ukraine.
Das unter Denkmalschutz stehende Gebäude liegt auf der Hauptstraße Kiews, dem Chreschtschatyk Nummer 36. Links neben dem Gebäude befindet sich das ebenfalls denkmalgeschützte Zentralkaufhaus (ZUM). Im Stadtratsgebäude befindet sich der Stadtrat, die lokale Regierung der Stadt Kiew, was dem Haus seinen Namen gab. Der Bürgermeister der Stadt Kiew (seit dem 5. Juni 2014 Vitali Klitschko) hat in dem Gebäude seinen Amtssitz.
Die unteren drei Etagen des Gebäudes sind mit Granit verkleidet, die darüberliegenden sieben Stockwerke haben schmale Wandpfeiler sowie massive Simse. Eine Gedenktafel erinnert daran, dass am Flaggenmast vor dem Gebäude am 24. Juli 1990 erstmals in der modernen Geschichte der Ukraine offiziell die Nationalflagge gehisst wurde.
Es ist auf Beschluss Nummer 49 des Exekutivausschusses der Abgeordneten des Kiewer Stadtrates vom 21. Januar 1986 ein kulturelles Denkmal von lokaler Bedeutung. Während des Euromaidan diente das Haus als Ruhe- und Schlafgelegenheit für Demonstranten.